# ELIZA

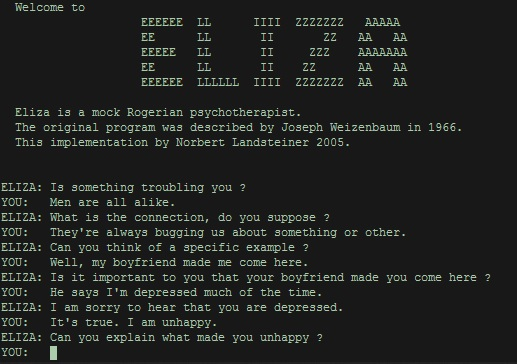
Een gesprek in ELIZA.

ELIZA is een computerprogramma, gebouwd door Joseph Weizenbaum (verbonden aan het MIT) in de periode 1964-1966 en een van de eerste chatbots. Een gebruiker kan met ELIZA een gesprek voeren en de reacties van het programma komen tot stand d.m.v. een vroege vorm van patroonvergelijking. Het programma is vernoemd naar het karakter Eliza Doolittle uit de musical My Fair Lady, die eveneens een gesprek moet leren voeren.
Weizenbaum programmeerde ELIZA eigenlijk als parodie om de oppervlakkigheid van de menselijke communicatie aan te tonen maar werd verrast door het bewustzijn dat de eerste gebruikers het programma toedichtten. Toen hij het programma liet testen door zijn eigen secretaresse vroeg ze hem vrij snel om de kamer te verlaten omdat het gesprek te persoonlijk werd.
Het toekennen van menselijke eigenschappen aan een chatbot (antropomorfiseren) wordt wel het Eliza-effect genoemd.